# 第二國度 漆黑的魔導士
《第二國度 漆黑的魔導士》是一款在2010年12月9日發售的任天堂DS專用遊戲軟體。遊戲包含了一本實體的書籍（魔法指南書「Magic Master」（マジックマスター）），書中提供了稱為「ROON」的紋章圖案，玩者可在DS觸控螢幕上使用觸控筆進行描繪，使用各種不同的魔法力量。

## 故事
主角奧利佛（オリバー）最喜愛的母親在一場事故中意外身亡。傷心欲絕的奧利佛，有一天突然發現母親送給他的人偶在碰觸到自己的眼淚後，突然動了起來。原來人偶是眼淚的妖精小滴（シズク）。小滴來自與現實世界同時存在的另一個世界「第二國度」（二ノ国）。第二國度正因為一個名叫「賈羅」（ジャボー）的魔導士而陷入危機之中，小滴希望奧利佛能幫助拯救第二國度，並且告訴奧利佛，或許能在第二國度中找到拯救母親的方法，於是奧利佛決定和小滴一起回到第二國度展開冒險。

### 魔法指南書
DS版本的包裝中附有一本稱為《Magic Master》（B6尺寸，352頁，約500公克）的書籍。書中記載了遊戲進行中需要使用的圖形（遊戲中稱為「ROON」），遊戲玩者隨著故事的進行，需要在觸控螢幕上描繪書中的「ROON」，若是沒有這本魔法指南書遊戲故事將無法順利進行下去。製作者表示這個設計是「遊戲業界首次嘗試將書本與遊戲結合」，而部分玩者則認為這也是杜絕盜版的方法之一。

## 評價
《第二國度 漆黑的魔導士》在日本電玩雜誌《法米通》（ファミ通）中獲得了38/40的分數。評論認為「動畫、音樂和故事的高水準結合讓玩者持續感到興奮。與書本的連動結合十分創新，故事有很多細節上的背景設定，幫助玩者更深入了解故事的其他層面。」但也認為在日本版的廣告中表現了兒童遊玩本作的畫面，但遊戲實際上的複雜程度並不適合兒童遊玩。。
《第二國度 漆黑的魔導士》在日本的首周出貨量是六十萬片，創下LEVEL-5出品遊戲的最高紀錄。這款遊戲在發售當週登上了電玩遊戲銷售排行榜的亞軍，賣出了170,548套。社長日野晃博在2011年2月表示本作在日本已經銷售超過了50萬套。